# Vuk Vrčević
Vuk Vrčević (Вук Врчевић), född 26 februari 1811 i Risan, Montenegro, död 25 augusti 1882 i Dubrovnik, var en serbisk författare.
Vrčević var serbisk konsul i Trebinje, men tog avsked från statstjänsten, sedan Österrike-Ungern annekterat Hercegovina, och ägnade sig, enligt Vuk Karadžićs föredöme, uteslutande åt folkloristik. Hans forskning i sydslavisk folkpoesi publicerades i samlingarna Male ženske hercegovačke pjesme (1886), Srpske narodne pripovetke (1868-87), Srpske narodne igre (1868–89), Niz srpskich pripovijedaka (bygdehistorier, 1881), Tri glavne narodne svećanosti (1883), Narodne humor, gatalice i varalice (1883) och Narodne basne (1883). Efter hans död utgavs två samlingar bygdehistorier och folkseder vid högtider.